# Sergio Pininfarina
Pour les articles homonymes, voir Farina.
Sergio Pininfarina, né le 8 septembre 1926 à Turin et mort à Turin le 3 juillet 2012, est un designer, homme politique, homme d'affaires italien et président de Pininfarina SpA. Il est inhumé au cimetière monumental de Turin.

## Biographie
Il est le fils de Gian-Battista Farina, dit « Pinin » Farina, fondateur de la célèbre société de carrosserie et de design. Son nom « Farina » est devenu « Pininfarina » en 1961 par décret présidentiel. Il est par ailleurs le cousin de Giuseppe Farina premier champion du monde de Formule 1.
Diplômé d'ingénierie mécanique en 1950 de l'École polytechnique de Turin, Sergio Pininfarina a fait ses études en Angleterre et aux États-Unis.
En 1965, Sergio Pininfarina convainc personnellement Enzo Ferrari d'adopter l'architecture technique à moteur central arrière pour les nouvelles voitures Berlinette dont le premier prototype la « Ferrari Dino Berlinette Speciale » est présentée au salon de l'automobile.
Dès 1982, Sergio Pininfarina anticipe la révolution numérique du design automobile en dotant son entreprise d'outils numériques dans le nouveau centre de Cambiano ouvert en 1980 dans la banlieue de Turin, et spécialisé dans le design.
En 1986, il fait entrer sa société en bourse.
Il est président de la Confindustria entre 1988 et 1992.
Il est le président de la commission intergouvernementale pour la préparation de la réalisation d'une liaison ferroviaire à grande vitesse entre Lyon et Turin entre 2001 et 2005.

## Distinctions
En 1979, il est décoré de l'ordre national de la Légion d'honneur (chevalier) par Valéry Giscard d'Estaing, puis élevé au rang d'officier de la Légion d'honneur en 1997 par Jacques Chirac.
En 1979 et 1994, il reçoit le prix Compasso d'Oro, la plus haute distinction en design.
Il est nommé sénateur à vie par le président de la République italienne Carlo Azeglio Ciampi le 23 septembre 2005.

## Réalisations
- Alfa Romeo Spider Duetto
- Alfa Romeo 164
- Audi Quartz (concept-car 1981)
- Bentley Arnage
- Ferrari F40 as Lead Designer
- Ferrari 288 GTO
- Ferrari 456 GT & M GT
- Ferrari 612 Scaglietti avec Frank Stephenson
- Ferrari P4/5 by Pininfarina
- Fiat 124 Sport Spider
- Fiat 130 Coupe
- Ford Street Ka cabriolet
- Lancia Beta MonteCarlo
- Lancia Gamma Coupé
- Lancia Thema SW
- Peugeot 404 coupé et cabriolet
- Peugeot 504 coupé et cabriolet
- Peugeot 205 cabriolet
- Peugeot 306 cabriolet
- Peugeot 406 Coupé
- Fiat Coupé (intérieur du véhicule) coupé
- Maserati GranTurismo coupé
- Maserati Quattroporte
- Talbot Samba cabriolet
- Ford Focus CC (2007/2011)

## Vie privée
Sergio Pininfarina a trois enfants :
- Lorenza Pininfarina, longtemps à la tête de la communication de Pininfarina SpA ;
- Paolo Pininfarina (1958-2024), administrateur délégué de Pininfarina Extra, société de design industriel ;
- Andrea Pininfarina (1957-2008), administrateur délégué de Pininfarina SpA.

## Postérité
Christophe, dans Le Dernier des Bevilacqua (album Les mots bleus, 1974), rend hommage au designer. La chanson dit : « Je reviendrai peut-être chez moi, chez le dernier des Bevilacqua / Conduisant ma voiture qui sera coupée façon Pinin Farina... ».
Au Salon de Genève 2013, le studio de design italien Pininfarina présente le concept-car Pininfarina Sergio Concept, une barquette biplace basée sur une Ferrari 458, dont le nom rend directement hommage à Sergio Pininfarina, qui pourrait être produite à cinq ou six exemplaires selon Silvio Angori, patron de Pininfarina.